# Enrique LXI de Reuss-Köstritz
Enrique LXI de Reuss-Köstritz (8 de diciembre de 1784, Köstritz - 29 de agosto de 1813, Kulm) fue un príncipe de la Confederación del Rin y general de los ejércitos napoleónicos.

## Biografía
Era hijo de Enrique XLIII de Reuss (1752-1814), príncipe de Köstritz, y de su esposa, Luisa de Reuss-Ebersdorf (1759-1840).
Los diferentes principados de Reuss aportaron unos 450 hombres a la Grande Armée, incorporados en el seno del 6.º Regimiento de Infantería de la Confederación de príncipes. Estas tropas sirvieron en España en 1808, en el Tirol en 1809, en Rusia en 1812, y después en Alemania en 1813.
Coronel a las órdenes de Claude Carra-Saint-Cyr en 1812, fue situado à la suite en su división, y en abril de 1813 destruyó todas las embarcaciones que se hallaban sobre el río Aller, y después capturó Verden. El 17 de abril de 1813, se convierte en comandante adjunto al servicio de Francia, y el 8 de mayo siguiente toma las funciones de jefe de Estado Mayor de la 5.ª División de Infantería. Promovido a General de Brigada el 11 de julio de 1813, es en el curso de la campaña alemana que el general de Reuss muere el 29 de agosto de 1813, durante la batalla de Kulm, a la cabeza de la 2.ª Brigada de la 5.ª División (general Dufour) del 2.º Cuerpo de la Grande Armée. Su cuerpo fue dispuesto dentro de un furgón y fue tomado por el enemigo en Kulm, el 30 de agosto de 1813.